# جيوفانا رينو
جيوفانا رينود (بالإنجليزية: Giovanna Reynaud)‏ هي ممثلة وعارضة أزياء مكسيكية، اشتهرت بتصويرها لـ غالا في ديزني إكس دي المسلسل الأصلي عش الغابة (2016) و إميليا في قناة ديزني الأرجنتينية مسلسلات طويلة سوي لونا (2017-2018).

## الحياة و الوظيفة
درست المسرح في ورشة عمل المعلمين في برودواي في نيويورك وتخصصت في التمثيل والغناء والنمذجة والجاز والهيب هوب في معهد التدريب على الفن المسرحي في المكسيك. منذ ذلك الحين ، لعبت أدوارًا مختلفة في مسرحيات الأطفال والمسرحيات الموسيقية في مسقط رأسها المكسيك ، من بينها تانجلد مثل رابونزيل ، وطرزان في دور جين ، والأميرة والعلجوم في دور شارلوت. بالإضافة إلى ذلك ، قامت بعمل إعلانات تجارية للتلفزيون وشاركت في مقاطع فيديو موسيقية للفرق المكسيكية الشهيرة.
في عام 2016 ، سافرت إلى الأرجنتين للمشاركة في ديزني إكس دي سلسلة أمريكا اللاتينية عش الغابة ، أول ظهور لها على التلفزيون. يصور رينو شخصية غالا، فتاة عقيمة. في عام 2017، انضمت إلى الموسم الثاني من سوي لونا في دور إميليا في دور متكرر. تمت ترقيتها إلى مسلسل عادي للموسم الثالث وشاركت في جولة الوداع أنا مون لايف.

## الحياة الشخصية
لدى رينو أخت اسمها آنا صوفيا. اعتبارًا من 25 تموز (يوليو) 2018 ، كانت رينو تواعدها سوي لونا زميلتها في التمثيل باسكوال دي نوزو. في 20 حزيران / يونيو 2020 أعلنا خطوبتهما. تزوجا في لا سيما ديل كوبال في خاليسكو، المكسيك في 29 أغسطس، 2020.

## وصلات خارجية
- جيوفانا رينو في قاعدة بيانات الأفلام على الإنترنت
- جيوفانا رينو على إنستغرام